# Beilin (Xi’an)
Der Stadtbezirk Beilin (chinesisch 碑林区, Pinyin Bēilín Qū) ist ein Stadtbezirk der Unterprovinzstadt Xi’an in der chinesischen Provinz Shaanxi. Er hat eine Fläche von 23,47 Quadratkilometern und zählt 756.840 Einwohner (Stand: Zensus 2020).